# 方凱田
方凱田（Kai-Ten Fang，？—），台灣電信工程學家。現為陽明交通大學電信工程研究所兼任太空系統工程研究所教授，專長為無線通信網路、無線定位技術與嵌入式系統設計。

## 學經歷
方凱田於1992年取得國立台灣大學機械工程學士，1995年取得密西根大學機械工程碩士，2000年取得加州大學柏克萊分校機械工程博士。獲得博士後曾在安吉星擔任開發經理，2003年起在國立交通大學電信工程學系擔任助理教授任教，並於2012年擔任電機工程學系的教授。。

## 研究
方凱田的研究領域為無線通信網路、無線定位技術、嵌入式系統設計。

## 外部連結
- 交大方凱田研究論文網頁 （页面存档备份，存于）
- 國立交通大學電機工程學系介紹方凱田網頁